# Graziano Borgonovo
Mons. Graziano Borgonovo (* 12. února 1960, Monza) je italský římskokatolický duchovní a podsekretář sekce pro novou evangelizaci Dikasteria pro evangelizaci.

## Život
Narodil se 12. února 1960 v Monze.
Studoval filosofii na Katolické univerzitě Nejsvětějšího Srdce v Milánu a teologii na Freiburské univerzitě ve Švýcarsku.
Dne 7. září 1991 byl vysvěcen na kněze a inkardinován do diecéze Lugano.
Stal se profesorem na univerzitě italského Švýcarska v Luganu a později rektorem Filosoficko-teologického mezinárodního semináře Jana Pavla II. v Římě.
Působí také jako profesor na Papežské univerzitě Svatého Kříže.
Roku 2010 se stal úředníkem Kongregace pro nauku víry.
Dne 28. října 2013 mu byl udělen titul Kaplan Jeho Svatosti.
Dne 5. února 2024 jej papež František jmenoval podsekretářem sekce pro novou evangelizaci Dikasteria pro evangelizaci.